# Sauris hirudinata
Sauris hirudinata là một loài bướm đêm trong họ Geometridae.